# Dyskografia Vanessy Hudgens
Lista albumów i singli wydanych przez amerykańską piosenkarkę Vanessę Hudgens dzięki wytwórni Hollywood Records.

## Dyskografia

### Albumy studyjne
| Rok  | Album                                                  | Pozycja na liście | Pozycja na liście                                 | Pozycja na liście |
| Rok  | Album                                                  | USA               | Certyfikacja                                      |                   |
| ---- | ------------------------------------------------------ | ----------------- | ------------------------------------------------- | ----------------- |
| 2006 | V - 1 album studyjny - Released: 26 września 2006      | 24                | - RIAA: Platynowa płyta - Sprzedaż w USA: 570,000 |                   |
| 2008 | Identified - 2 album studyjny - Released: 1 lipca 2008 | 23                | - RIAA: - Sprzedaż w USA: 83,000                  |                   |

### Single
| Rok  | Tytuł             | Pozycja na liście | Album      |
| Rok  | Tytuł             | USA               | Album      |
| ---- | ----------------- | ----------------- | ---------- |
| 2006 | „Come Back to Me” | 55                | V          |
| 2007 | „Say OK”          | 61                | V          |
| 2008 | „Sneakernight”    | 88                | Identified |

### Soundtracki
| Informacje o albumie |
| --- |
| High School Musical Soundtrack - Data wydania: 10 stycznia 2006 (USA) - Wytwórnia: Walt Disney Records - Pozycja na listach: #1 (USA) - Sprzedaż w USA: 4,000,000+ - Status płyty RIAA: 4x platyna - 2006: Breaking Free - 2006: Start of Something New - 2006: We’re All in This Together - 2006: What I’ve Been Looking For (Reprise) - 2006: When There Was Me and You - 2006: I Can’t Take My Eyes off of You |

| Informacje o albumie |
| --- |
| High School Musical 2 Soundtrack - Data wydania:14 sierpnia 2007 17 września 2007 - Wytwórnia:Walt Disney Records - Pozycja na listach: #1 (USA) - 2007: What time is it? - 2007: Work this out - 2007: You are the music in me - 2007: Gotta go my own way - 2007: Everyday - 2007: All for one |

## Teledyski
| Rok  | Tytuł             | Album      |
| ---- | ----------------- | ---------- |
| 2006 | „Come Back to Me” | V          |
| 2007 | „Say OK”          | V          |
| 2008 | „Sneakernight”    | Identified |